# إيمار
إيمار (مسكنة حاليًا) مدينة من عصر البرونز تقع على نهر الفرات في سوريا على بعد 85 كم غرب الرقة، وهي معروفة من نصوص إبلا التي تعود لسنة 2400 ق.م، وقد شكل موقعها حلقة وصل تجارية بين طرفي الهلال الخصيب عبر تدمر، وتوسعت تجارتها حتى الأناضول، كما غطت مساحة المدينة 1000 × 700 متر

## تنقيب
شكل بناء سد الفرات خطر تهدد غمر موقع إيمار، فتشكلت بعثة أثرية(1972- 1976 م) بإدارة الفرنسي (بالفرنسية: Jean Margueron) للتنقيب في المنطقة، وفي الموسم الأول تم كشف ألواح كتابية مسمارية مجموعها 700 لوح كتب على بعضها اسم المدينة (إيمار)، معظم الألواح تأرخ بالبرونز المتأخر، ومكتوبة باللغة الأكادية واللهجة البابلية المتوسطة، مع تأثير من اللغة الآرامية والتي درسها ونشرها الباحث (Daniel Arnaud)، كذلك وجدت بعض الكتابات الحيثية والحورية، تعرض الموقع لضرر بالغ نتيجة عمليات سطو لصوص الآثار، والذين تاجروا ببعض الألواح الكتابية منه.

## مخطط المدينة
كان بناء المدينة على الضفة العليا للفرات، وبشكل تراسات (مدرجات) كما احتوت المدينة على شبكة شوارع منتظمة ومتعامدة، ويذكر الملك الحيثي مورشيلي الثاني (1338- 1290 ق.م) أعمال بناء في المدينة خلال السيطرة الحيثية، في فترة لاحقة حوت المدينة على حصن عسكري حيثي، كانت المدينة محاطة بمنحدر صخري طبيعي من ثلاث جهات، ومن الجهة الرابعة تم حفر خندق بعمق 15 م وبعرض 30 م
كما تم الكشف عن معبدين وقصر من طراز (بيت حيلاني) على الأكربول، وقد كانت جدران أحد المعبدين مزينة بالآجر المعروف في منطقة نوزي (تكريت حاليًا)، أما بيوت السكن فقد كانت متشابهة التخطيط، حيث احتوت على ثلاث غرف سفلية ودرج يؤدي إلى طابق ثانٍ على الأرجح.

## تاريخ
كانت إيمار على علاقة وثيقة بمملكتي ماري وإبلا، تدل على ذلك النصوص، والتبادل التجاري معهما، بين منتصف القرن 14 ق.م و 1178 ق.م شكلت إيمار مركزًا مهمًا للمملكة الحيثية في مواجهة الآشوريين، بحيث كان ملك إيمار تابعًا لملك كركميش الذي كان بدوره قريبًا وتابعًا للملك الحثي، وقد عانت المدينة لذلك حصارين طويلين من المملكة الميتانية والدولة الآشورية، وتم تدميرها عام 1178 ق.م على الأرجح من الآشوريين، وأعيد بناؤها في الفترة الرومانية.

## حكام
قدمت لنا النصوص أسماء أربعة من حكام إيمار وبعض أفراد عائلاتهم
- بعل كبار
- زو عشتارتي
- بيلسو داجان
- إلي (إيلي)

## مجتمع
في البرونز المتأخر كانت زراعة الحبوب النشاط الزراعي الأهم في إيمار، كما وزرعت كروم العنب وبساتين الخضار، إلا أن التجارة شكلت النشاط الاقتصادي الأساسي، حيث أن التجار من إيمار تذكرهم نصوص أوغاريت والمملكة الآشورية وتدمر
أما من الناحية الدينية فقد كرس المعبد الأول للربة عشتار والمعبد الثاني للرب بعل، كما كان للرب داجون دورًا مهمًا في البانثيون في إيمار، الذي احتوى أيضًا بعض الآلهة الحثية.